# Етыш
Етыш — село в Чернушинском районе Пермского края. Административный центр Етышинского сельского поселения.

## География
Село расположено в 15 км юго-восточнее города Чернушка, где находится ближайшая железнодорожная станция.

## История
Населённый пункт известен с 1834 года, под названием Ятыш, Этыш.

## Население
По данным переписи 2010 года численность населения составила 396 человек, в том числе 198 мужчин и 198 женщин.

## Экономика
СПК «Красный Уралец»

## Социальная сфера
- общеобразовательные учреждения:[4]
  - МОУ «Етышинская средняя общеобразовательная школа»
- дошкольные образовательные учреждения:[5]
  - МДОУ «Етышинский детский сад»
- учреждения здравоохранения:
  - Етышинский фельдшерско-акушерский пункт